# Ḫ

Majuskule a minuskule písmene H s obloučkem pod

Ḫ (minuskule ḫ) je speciální písmeno latinky. Nazývá se H s obloučkem pod. Je výjimečné diakritikou, jelikož se jeho diakritika nepoužívá v kombinaci s žádným jiným písmenem latinky. Vyskytuje se v akkadštině, chalajštině a v jazycích používajících arabské a etiopské písmo. Bylo též používáno v egyptských hieroglifech. V arabštině má znak خ, v etiopském písmu ኀ. Ve všech jazycích se čte podobně jako české ch.